# Žehušická obora
Přírodní památka Žehušická obora se nachází poblíž obce Žehušice v okrese Kutná Hora. Chráněné území je v péči Krajského úřadu Středočeského kraje. Obora je součástí krajinné památkové zóny Žehušicko. Tento umělecko-historicky cenný urbanistický a krajinný areál tvoří zámek, dvůr s hospodářskými budovami, zámecký park a obora.

## Předmět ochrany
Předmětem ochrany jsou přirozená společenstva lužních lesů a luk v okolí říčky Doubravy. Vyskytují se zde též staré solitérní duby, na něž je vázán výskyt vzácných druhů hmyzu. Předmětem ochrany je rovněž populace bílé jelení zvěře, chované v oboře.

## Historie
Oboru na místě někdejšího vysušeného rybníka Kravinec při francouzském zámeckém parku založil roku 1830 hrabě Josef Matyáš Thun-Hohenstein (1794–1868). Ten již roku 1804 pro svou starší oboru Vedrálka získal od Josefa Leopolda Kinského několik kusů vzácných bílých jelenů marali, údajně pocházejících z Persie, které do Čech dovezli Kinští kolem roku  1780  a usadili je v Chlumci nad Cidlinou. František Ferdinand Kinský (1668–1741) i jeho syn Leopold (1713–1760) působili v nejvyšších úřadech císařského dvora ve Vídni, kde bylo již na počátku 18. století několik bílých jelenů chováno v honitbě císaře Karla VI, údajně také u Brandýsa nad Labem. Tyto jeleny dostal císař darem od ruského cara Petra I.
Zatímco Kinským se chov jelenů (choulostivých na přezimování) nedařil, Josef Matyáš Thun-Hohenstein, jeho syn Josef Osvald (1817–1883) a vnuk Josef Osvald II. až do prodeje žehušického velkostatku roku 1913 tímto chovem vynikali tak, že měli jedno z největších stád na evropském kontinentu. V oboře je  téměř 190 let chováno jedno z mála stád bílé jelení zvěře na světě, v současnosti v počtu 130 kusů. 
Původ žehušických jelenů není z písemných pramenů přesně doložen. Pravděpodobně byli dodáni prostřednictvím císařského dvora přes Rusko. Další stáda žijí v oboře zámku Žleby, v oborách na území Rakouska, Německa a Dánska.

## Zajímavosti
- V Žehušické oboře se natáčel televizní seriál Území bílých králů
- Knihu Den bílého jelena napsal Jaroslav Holeček.
- Bílého jelena měli ve znaku anglický král Richard II. nebo rod Herštejnů.